# Bločice
Bločice este o localitate din comuna Cerknica, Slovenia, cu o populație de 97 de locuitori.